# 科科洛-本戈

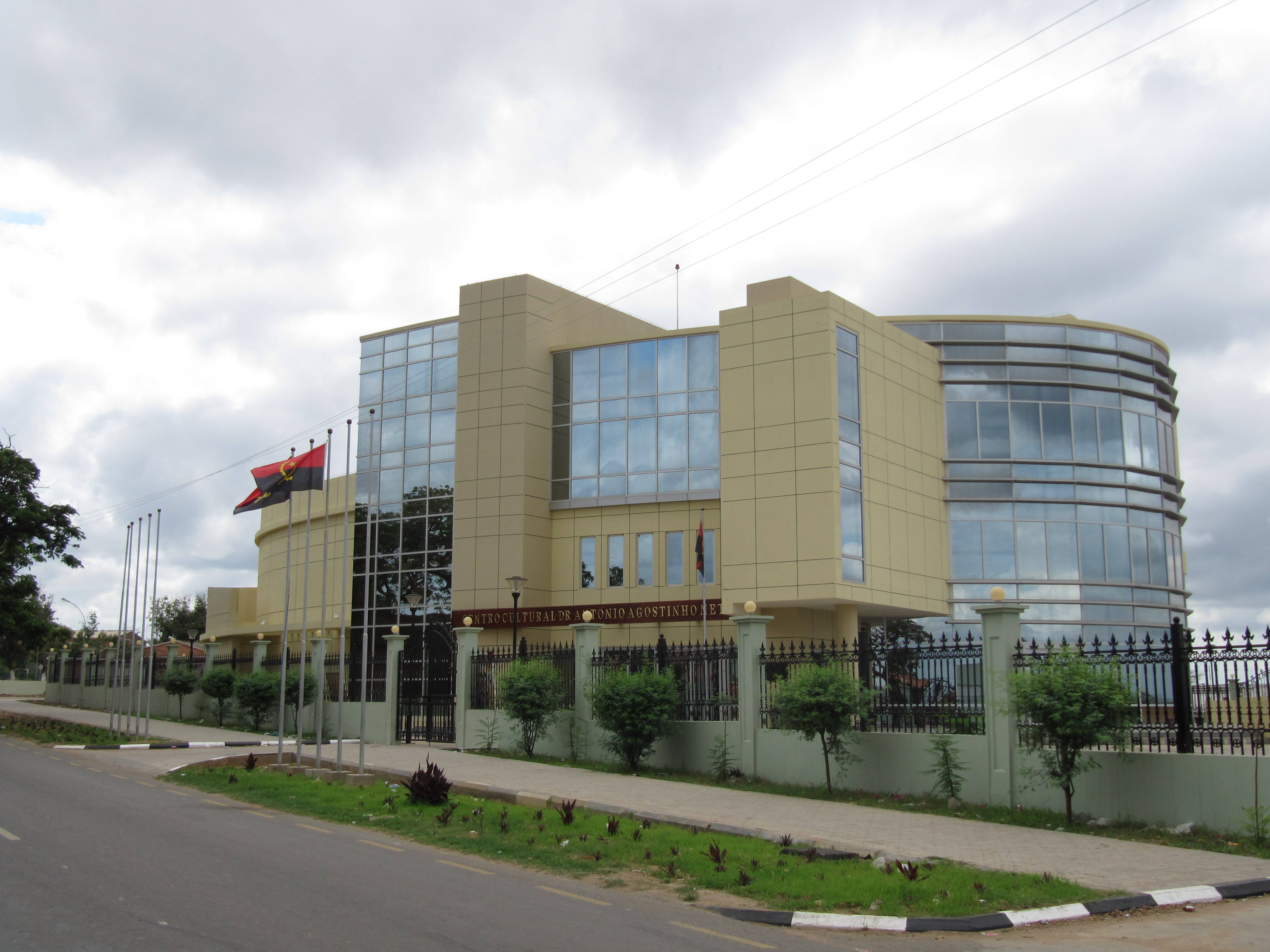
科科洛-本戈

09°15′S 013°44′E / 9.250°S 13.733°E
伊科洛-本戈（葡萄牙語：Ícolo e Bengo），是個位於安哥拉西北部的城鎮，由羅安達省負責管轄，處於維亞納以東，面積3,819平方公里，2006年人口58,330，人口密度每平方公里15人。